# Dietrich-Bonhoeffer-Berufskolleg
Das Dietrich-Bonhoeffer-Berufskolleg (dbb) mit Sitz in Detmold ist eine öffentliche Schule bzw. ein kaufmännisch ausgerichtetes Berufskolleg.
Es gliedert sich nach verschiedenen Bildungsgängen und Ausbildungsberufen innerhalb des Berufsfeldes Wirtschaft und Verwaltung.
Das dbb ist eines der vier Berufskollegs im Kreis Lippe. Das Hauptgebäude befindet sich an der Elisabethstr. 86 und das Nebengebäude an der 350 Meter entfernten Bonhoefferstraße 7. Dort finden sich die Fachbereiche für medizinisch-kaufmännische Ausbildungsberufe sowie für die Handelsschule.

## Geschichte
Die Wurzeln dieser beruflichen Schule liegen bei der im Jahre 1808 eröffneten Handwerkerschule Weerth. Damals gab es nur diesen einen Bildungsgang, der auch nur in Abendform geführt wurde. 1846 wurde eine Gewerbeschule für angehende Kaufleute eröffnet. Die Zugangsvoraussetzungen waren jedoch nicht für den normalen Bürger erfüllbar. Es gab nicht nur Unterricht am Sonntag und am Abend, sondern darüber hinaus auch Schulgeld. Bis zum Jahre 1874 blieb der Besuch dieser Gewerbeschule noch freiwillig. Danach wurde gemäß der Gewerbeordnung des Norddeutschen Bundes die Bildungsstätte zur Städtischen Pflichtgewerbeschule.
1902 wurden die Gemeinden zur Einrichtung von Fortbildungsschulen verpflichtet. Darüber hinaus wurde der Sonntagsunterricht gänzlich abgeschafft, aber dafür auch die allgemeine Schulpflicht für minderjährige männliche Bürger eingeführt. Ein Jahr später erfolgte die Eröffnung eines eigenen Gebäudes für die Städtische Gewerbeschule an der Woldemarstraße. 1905 wurde die kaufmännische Beschulung aufgrund von stets steigendem Interesse weiter ausgebaut. Die Regierung entschied sich, nun auch eine Fortbildungsschule für kaufmännische Berufe einzurichten. Diese hatte ein eigenes Schulkuratorium. Der Unterricht erfolgte in Personalunion mit der Gewerbeschule.
1909 wurden aufsteigende kaufmännische Fachklassen eingeführt. Die damaligen Unterrichtsfächer waren Deutsch, Rechnen, Geographie, Handelskorrespondenz, Schönschreiben, Buchführung und Wechsellehre. Bis zum Jahr 1914 stieg die Anzahl der Fortbildungsschulen auf 45 an und erreichte ihren Höhepunkt, bevor sich mit dem Ersten Weltkrieg ein Rückschritt ankündigte. Die neu gegründete Republik beschloss 1919 die Einführung der allgemeinen Schulpflicht für berufstätige Jugendliche bis zum 18. Lebensjahr. Des Weiteren wurde das Schulgeld abgeschafft, sodass die Gewerbe- und Fortbildungsschule kein Privileg mehr für Reiche darstellte. Auch die Unterrichtszeit wurde auf bis zu 30 Wochenstunden reduziert. Von 1920 bis 1927 zeichnete sich bei den Berufsschulen ein deutlicher Modernisierungstrend ab. Erstmals durften Mädchen die Berufsschule besuchen. Auch die Schule vergrößerte ihren Einzugsbereich auch über die Grenzen der Stadt Detmold hinaus. 1928 wurden 1020 Schüler und 590 Schüler in Detmold unterrichtet. Des Weiteren wurde die einjährige Form der Handelsschule eingeführt. Nach der nationalsozialistischen „Machtergreifung“ 1933 wurde diese Handelsschule abgeschafft und „nichtarische“ Lehrkräfte entlassen. (Siehe: Gleichschaltung) 1938 wurde im Zuge des Reichsschulpflichtgesetzes der Kreis Träger der Detmolder Schulen. Die Handelsschule wurde in zweijähriger Form wiedereingeführt, die Schülerzahl betrug knapp 1700.
Nachdem 1941 bis 1944 die Schülerzahlen drastisch anstiegen, entstand akuter Raummangel, so dass zusätzliche Standorte eröffnet werden mussten. Von September 1944 bis Oktober 1945 musste der Unterricht kriegsbedingt eingestellt werden. Das Schulgebäude wurde als Reservelazarett benutzt, bevor im Oktober 1945 der Unterricht wieder begann.
Die Planungen für das noch heute für schulische Zwecke benutzte Gebäude an der Bonhoefferstraße begannen 1954. Dabei umfassten die Pläne drei neue Gebäude sowie eine Sporthalle. Bereits 1955 wurde das erste Gebäude fertiggestellt und benutzt. Die restlichen folgten 1963. 1957 wurden alle Berufsfachschulklassen vollständig von Schulgeld freigestellt, zwei Jahre später wurden die Lehrkräfte zu Landesbeamten. 1963 folgte die Zusammenlegung aller Detmolder, Lageschen, Horner und Blomberger Berufsschulen zu den Berufs- und Berufsfachschulen des Landkreises Detmold.
Eine Fachoberschule für Wirtschaft, deren Absolventen die Fachhochschulreife erwerben können, wurde 1970 eingerichtet. In den 1970er Jahren wurden immer mehr berufliche Vollzeitklassen eingerichtet: 1975 das Berufsgrund- und Berufsvorbereitungsjahr und 1976 die einjährige Höhere Handelsschule für Abiturienten. Aufgrund stark steigender Schülerzahlen musste ein Gebäude der ehem. Fachhochschule angemietet werden. Die kaufmännische Schule wurde 1987 in Dietrich-Bonhoeffer-Schule umbenannt, die gewerbliche Schule in Felix-Fechenbach-Schule. 1991 entstand das heutige Hauptgebäude an der Elisabethstraße. Dabei wurde das ehem. Friga-Warenhaus zum Schulgebäude umgebaut, so dass
53 zusätzliche Klassen- und Fachräume entstanden. Die Schulverwaltung wurde dort ebenso untergebracht. Eine gymnasiale Oberstufe mit dem Abschluss Abitur wurde 1995 eingerichtet, sie zog in das neue Schulgebäude in der Elisabethstraße. 1996 wurden die Mensa sowie der große Parkplatz in Betrieb genommen. Am 1. August 1998 wurde die Dietrich-Bonhoeffer-Schule schließlich in Dietrich-Bonhoeffer-Berufskolleg des Kreises Lippe umbenannt. Es folgte die Einrichtung erster Berufsschulklassen für IT-Berufe.
2001 wurden sogenannte Laptopklassen eingerichtet. Zum Schuljahresbeginn im Jahre 2002 wurde den Schülern erstmals die Möglichkeit geboten, sich online am Berufskolleg anzumelden. Eine virtuelle Lernplattform namens MOODLE zur Förderung des selbstgesteuerten Lernens in der Fachschule für Wirtschaft, in der Berufsschule und in der Höheren Berufsfachschule (Höhere Handelsschule und Wirtschaftsgymnasium) startete 2004. Im Herbst 2006 wurde aufgrund der schwierigen Situation auf dem Arbeitsmarkt eine vollschulische Ausbildung zum Kaufmann für Bürokommunikation eingerichtet, welche in erster Linie Absolventen der Höheren Handelsschule ansprechen soll.

## Bildungsgänge
Am Dietrich-Bonhoeffer-Berufskolleg werden folgende Angebots-Bildungsgänge geführt:
- Wirtschaftsgymnasium (Ausbildungsdauer: 3 Jahre, Abschluss: Abitur)
- Höhere Handelsschule (Ausbildungsdauer: 2 Jahre, Abschluss: schulischer Teil der Fachhochschulreife)
- Fachoberschule für Informatik 11/12 S
- Höhere Berufsfachschule für Hochschulzugangsberechtigte (Kaufmännische Assistenten) (Ausbildungsdauer: 1 (2) Jahr(e), Abschluss: Kaufmännische Grundbildung oder erweiterte berufliche Kenntnisse)
- Handelsschule (Ausbildungsdauer: 1 bis 2 Jahre, Abschluss: Fachoberschulreife sowie kaufmännische Grundkenntnisse)
- Fachschule für Wirtschaft (Ausbildungsdauer: 3 bis 4 Jahre, Abschluss: Staatlich geprüfte(r) Betriebswirt(-in))

## Berufsschule am dbb
Das dbb führt Fachklassen in folgenden Ausbildungsberufen:
- Medizinische Fachangestellte
- Bankkaufleute
- Kaufleute für Büromanagement
- Fachinformatiker Fachrichtung Anwendungsentwicklung und Fachrichtung Systemintegration
- Fachkräfte für Lagerlogistik / Fachlageristen
- Industriekaufleute
- Informatikkaufleute
- IT-Systemelektroniker
- IT-Systemkaufleute
- Ausbildungsvorbereitung
- Verkäufer und Kaufleute im Einzelhandel
- Steuerfachangestellte
- Versicherungskaufleute
- Zahnmedizinische Fachangestellte

## Einrichtung
Insgesamt gibt es im Dietrich-Bonhoeffer-Berufskolleg 73 Klassen- und Fachräume. Davon sind 55 Räume im Hauptgebäude an der Elisabethstraße und 18 im Nebengebäude an der Bonhoefferstraße.
Die 73 Räume sind wie folgt aufgeteilt:
- 53 Räume werden als Standard-Klassenräume verwendet. Diese bieten 20 bis 30 Plätze für die Schüler, 1 Lehrerplatz, Tafel, einen Visualizer, einen Ultrakurzdistanzbeamer mit Miracast-Anbindung und ein Tischanschlussfeld mit Netzwerkanschluss. Zusätzlich gibt es Digitale Tafeln.
- 11 DV-Fachräume mit 20 bis 28 PC-Arbeitsplätzen für die Schüler. Zur Datenspeicherung wird ein zentraler Server verwendet.
- 3 multifunktionale Fachräume mit 24 Plätzen für Schüler und ergänzend PC-Arbeitsplätzen.
- Ausleihtablets als Klassensatz in Form von 2-in-1-Geräten.
- 1 IT-Lernlabor mit 24 Werkstattplätzen, CISCO-Netzwerktechnik und Internetzugang.
- Selbstlernzentren im Gebäude und der Mensa mit WLAN-Zugang. Vorwiegend zur Nutzung während der Selbstlernphasen und für Projektarbeitsaufträge gedacht.
- 1 Physikraum mit 28 Arbeitsplätzen für die Schüler mit Netzwerkanschluss für Notebooks.
- 6 Präsentationsräume (Aula und Mensa). Foren mit Platz für bis zu 300 Schüler.

Die Schule ist mit modernen IT-Systemen ausgestattet.
Außerdem sind die Fach- und Übungsräume nach deutschem Industriestandard eingerichtet.
In der medizinisch-kaufmännischen Abteilung stehen den Auszubildenden Fach- und Laborarbeitsplätze zur Verfügung.
Der Sportunterricht wird im dbb-Sportzentrum an der Elisabethstraße erteilt, welches im März 2012 eingeweiht wurde. Das dbb-Sportzentrum gehört zu den modernsten Schulsporthallen der Region.
Seit 1996 ist die große Mensa in Betrieb, welche von Montag bis Freitag für die Schüler des Dietrich-Bonhoeffer-Berufskollegs geöffnet ist. Während der Mittagspause (12:50 bis 13:15 Uhr) werden für annehmbare Preise warme Mahlzeiten angeboten.
Die Mensa bietet Sitzplätze für etwa 200 Personen. An den Schuljahresenden werden dort die Entlassungsfeierlichkeiten für Absolventen der Berufsschulen, der Höheren Handelsschule, des Wirtschaftsgymnasiums und der Fachschule für Wirtschaft veranstaltet.

## Projekte
- Im April 2006 gab es ein Deutsch-Französisches Seminar in Berlin. Dabei wurden Schüler aus Französischklassen bzw. -kursen zu einem einwöchigen Seminar mit französischen Schülern eingeladen. Im April 2007 wurde dies wiederholt, allerdings fuhren diesmal die interessierten Schüler des Dietrich-Bonhoeffer-Berufskollegs nach Straßburg.
- Projekt: Schulen helfen Schulen
- Im Mai 2006 wurde eine freundschaftliche Beziehung zu Schulen in Verona aufgebaut. Dies soll dazu dienen, die deutsch-italienische Geschichte zu Zeiten des Nationalsozialismus aufzuarbeiten. Den Startschuss setzten Schüler der Höheren Handelsschule, die sich daraufhin auf eine Studienfahrt nach Verona begaben.
- Veranstaltungsreihe „Talk im dbb“ seit September 2005. Kommunale Politiker haben in der Mensa der Schule mit den Schülern über politische und gesellschaftliche Themen gesprochen.
- Books etc. | Ein im April 2000 eröffneter schuleigener Einzelhandelsbetrieb, welcher jede große Pause geöffnet ist und den Schülern preiswerte Waren für den Unterricht (Kugelschreiber, Notizblöcke…) anbietet.
- DELF-Fremdsprachenzertifizierung in Französisch für Schüler der gymnasialen Oberstufe
- Ausbildungsplatzbörse: Am Schuljahresende werden den Schülern der Höheren Handelsschule (Klasse 11) und der gymnasialen Oberstufe (Klasse 12) im Rahmen einer Ausbildungsplatzbörse verschiedene Lehrstellen angeboten. Aktiv daran beteiligt sind auch Polizei und Bundeswehr.
- HH-Kooperation: In einer Klasse der Höheren Handelsschule werden in der zweijährigen vollzeitschulischen Ausbildung 16 Wochen Praktikum integriert, so dass am Ende der Höheren Handelsschule die volle Fachhochschulreife zuerkannt wird. Praktikumsbetriebe in diesem Projekt sind lippische Unternehmen wie z. B. Weidmüller, Phoenix Contact, Allianz, Steuerberater Bönker & Seifert, Randstad, Kreis Lippe, Linpac, AOK, Lippische Landesbrand-Versicherung, Sparkasse DT, Zumtobel, BKK Dr. Oetker, BKK Dürkopp-Adler, Pelipal, Autohaus Kurt Stricker, Germania Werk Krome, Kommunales Rechenzentrum Minden-Ravensberg-Lippe.
- Das DBB ist Standort der Lernfabrik Lippe 4.0. Das Thema Digitalisierung in Geschäftsprozessen wird entlang der Logistikkette in den Lernlaboren des DBB umgesetzt. Im Bereich Health-Care-Management sind Lernlabore im Standort des C-Gebäudes digital ausgebaut worden.

## Unterricht am dbb
- Das wichtigste Fach ist Betriebswirtschaftslehre, welches in den Klassen und Kursen aller Bildungsgänge mit mindestens vier Wochenstunden unterrichtet wird.
- In der gymnasialen Oberstufe (Wirtschaftsgymnasium) ist das Fach BWL mit Rechnungswesen als 2. Leistungsfach verpflichtend. Als 1. Leistungsfach können Deutsch, Mathematik oder Englisch gewählt werden.
- Der Religionsunterricht wird von ausgebildeten Theologen erteilt, die hauptberuflich in einer kirchlichen Institution tätig sind. Der Religionsunterricht ist freiwillig bzw. es wird das Fach praktische Philosophie angeboten. In der gymnasialen Oberstufe wird das Ersatzfach Soziologie angeboten.

## Schulleiter und Stellvertreter ab 1945
| Schulleiter                    | Amtszeit  | Stellvertreter                                    |
| ------------------------------ | --------- | ------------------------------------------------- |
| Herr Flöttmann (kommissarisch) | 1945–1947 | N/A                                               |
| Herr Lambracht                 | 1948–1959 | Herr Flöttmann ab 1957 Herr Sixeller              |
| Herr Mikkelsen                 | 1960–1978 | Herr Sixeller ab 1967 Herr Freundt                |
| Herr Peppmeier                 | 1979–1990 | Herr Feierabend ab 1985 Herr Scheuer              |
| Herr Wehmeier                  | 1991–2009 | Herr Scheuer ab 1999 Herr Stock ab 2007 Herr John |
| Frau Eikmann                   | 2010–2016 | Herr John                                         |
|                                | 2017–2018 | Herr Keiser (komm. Schulleiter)                   |
| Herr Weber                     | seit 2018 | 2018–2021 Herr Keiser seit 2022 Frau Mau          |

## Partnerschulen
- Licealno-Gimnazjalnych im. J. Wybickiego (Wirtschaftsgymnasium) in Rataje / Polen (seit 2005)
- Kaufmännische Schule Lypso Saint-Omer / Frankreich (seit 1988)
- Landesberufsschule Luis Zuegg, Meran
- Wirtschaftsgymnasium in Vällinby / Schweden
- IIS Gavirate / Belgien
- Handelsschule in Hasselt / Belgien